# ماندراک

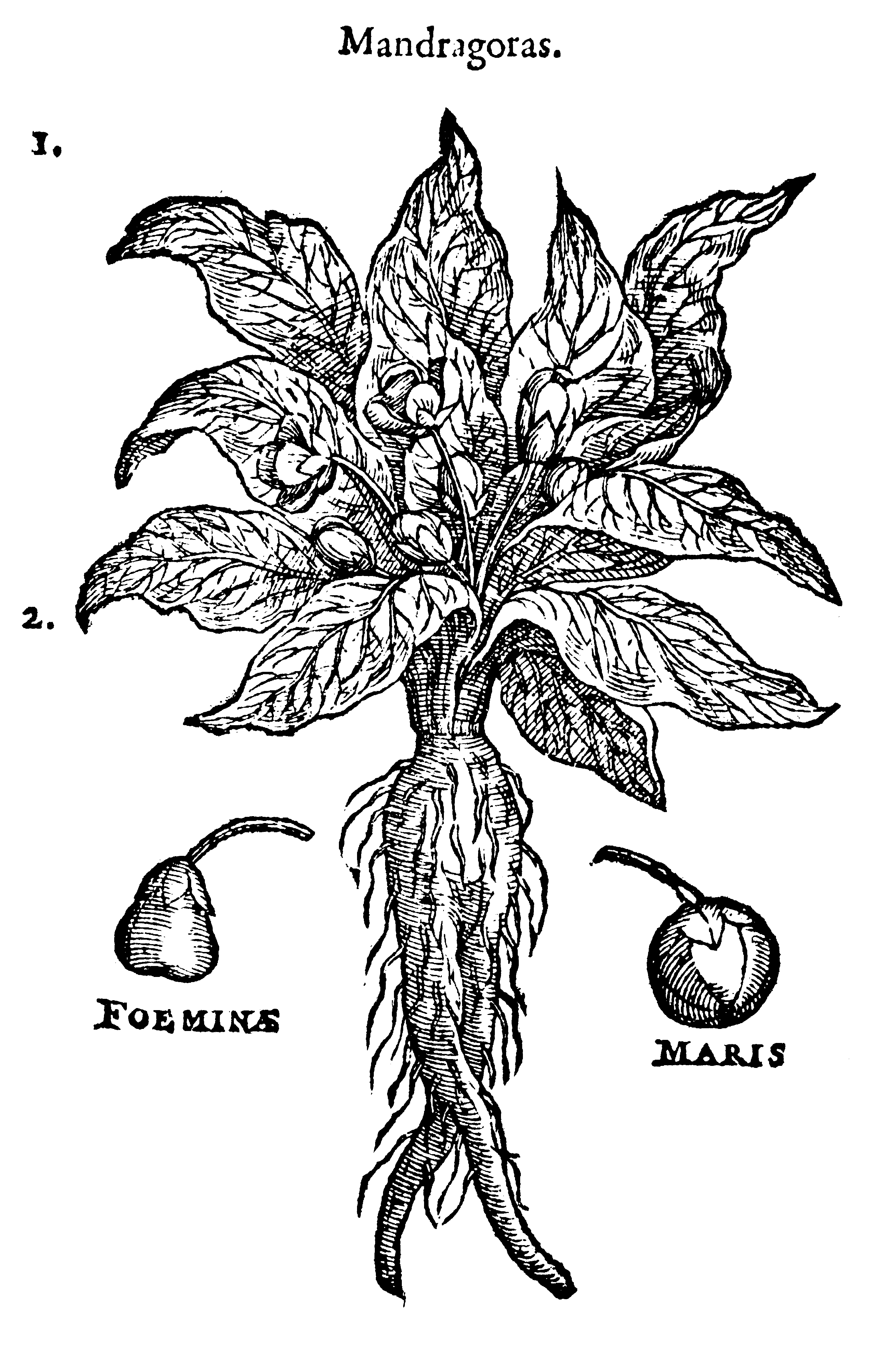
ماندارهای به اصطلاح «زن» و «مرد»، از یک تصویر ۱۵۸۳

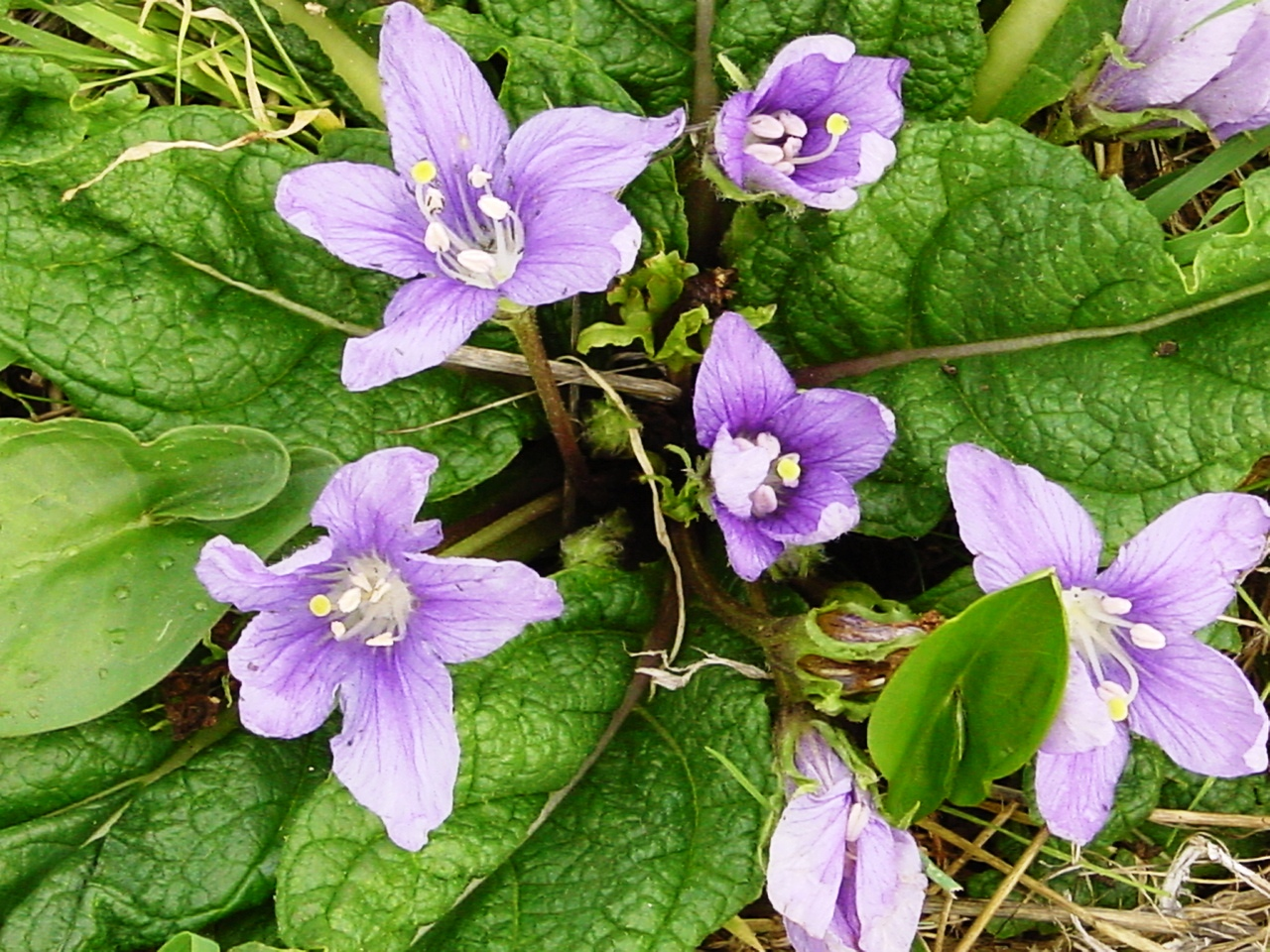
گلهای گیاه نارنگی

گیاه انسان‌نما ریشهٔ گیاه است که از لحاظ تاریخی یا از گیاهان جنس ماندراگرا که در منطقهٔ مدیترانه یافت می‌شود، یا از گونه‌های دیگر مانند Bryonia alba، ماندارین انگلیسی، که دارای خواص مشابه است، گرفته شده‌است. گیاهانی که ریشه از آن‌ها به دست می‌آید نیز به نام «نارنگی» خوانده می‌شوند. نارنگی مدیترانه‌ای گیاهان علفی چند ساله با برگ‌های تخم‌مرغی است که در یک گل سرخ قرار گرفته‌اند، ریشه‌ای به صورت ضخیم و عمودی، غالباً شاخه‌دار و باریک شکل و به دنبال آن انواع توت‌های زرد یا نارنجی وجود دارد. آن‌ها توسط نویسندگان مختلف در گونه‌های مختلف قرار داده شده‌اند. آنها گیاهان علفی چندساله بسیار متغیر با ریشه‌های ضخیم بلند (اغلب شاخه) و تقریباً بدون ساقه هستند. برگ‌ها در یک گلاب پایه قرار می‌گیرند و از نظر اندازه و شکل متغیر هستند و حداکثر طول آن ۴۵ سانتیمتر (۱۸ اینچ) آن‌ها معمولاً به صورت بیضوی یا از نظر انتهای گسترده‌تر هستند (دارای حفره‌های پوستی) و درجات مختلفی از بی‌حسی دارند.
از آنجا که ماندارین‌ها حاوی آلکالوئیدهای تروپان توهم زای دلپذیر هستند و شکل ریشه آن‌ها اغلب شبیه به چهره‌های انسانی است، آن‌ها در طول تاریخ با انواع روش‌های خرافی همراه بوده‌اند. آن‌ها به مدت طولانی در استفاده از سحر و جادو آداب و رسوم، امروز نیز در بت‌پرست معاصر سنت مانند ویکا و Odinism.
نام انگلیسی این گیاه به‌دست‌آمده از لاتین از طریق سنگ‌شکن فرانسوی اصلی-د-gloire.

## سمیت

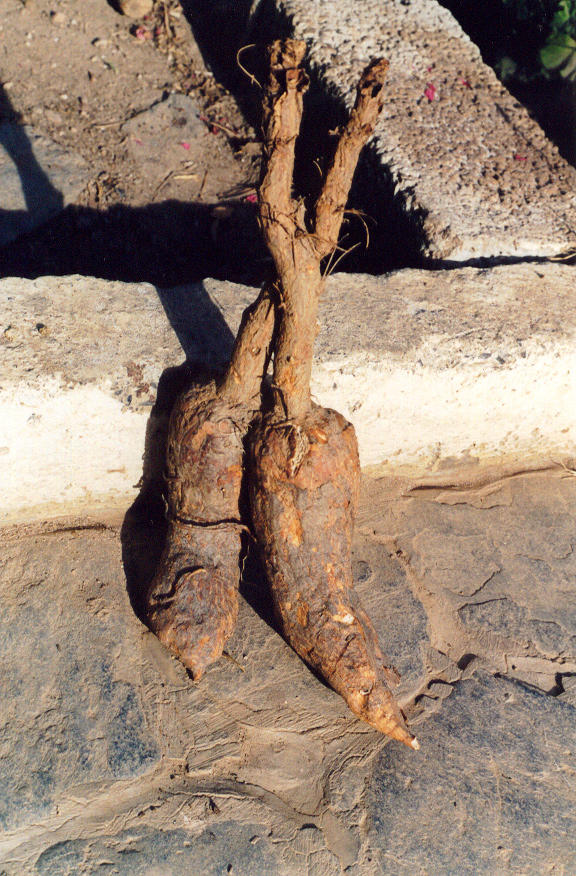
ماندراک - مهر گیاه

همه گونه‌های ماندراگور شامل آلکالوئیدهای بسیار بیولوژیکی فعال، آلکالوئیدهای تروپان به ویژه است. آلکالوئیدها گیاه را به ویژه ریشه و برگ‌ها، از طریق اثرات ضد کلرژیک، توهم زا و هزم، سمی می‌سازند. خاصیت آنتی کولینرژیک می‌تواند منجر به آسفیراسیون شود. مسمومیت تصادفی غیرمعمول نیست. مصرف ریشهٔ گیاه نارنگی احتمالاً عوارض جانبی دیگری مانند استفراغ و اسهال را نیز در پی دارد. غلظت آلکالوئید بین نمونه‌های گیاه متفاوت است. گزارش‌های کلینیکی از اثرات مصرف ماندارین مدیترانه‌ای شامل علائم شدیدی مشابه با مسمومیت با آتروپین، از جمله تاری‌دید، گشادشدن مردمک (میدریازیس)، خشکی دهان، مشکل در ادرارکردن، سرگیجه، سردرد، استفراغ، سرخ‌شدن و ضربان قلب سریع (تاکی کاردی). بیش‌فعالی و توهم در اکثر بیماران نیز رخ داده‌است.

## فرهنگ عامه
ریشه توهم‌زا و مواد مخدر است. به مقدار کافی، آن را باعث حالت بیهوشی و به عنوان یک استفاده شد بیهوشی برای عمل جراحی در دوران باستان. در گذشته، آب میوه از ریشهٔ رنده شده خارجی برای تسکین دردهای روماتیسمی استفاده می‌شد. همچنین از این دارو در داخل بدن برای معالجه مالیخولی، تشنج و شیدایی استفاده می‌شد. با این حال، هنگامی که داخل بدن در دوزهای زیاد مصرف می‌شود، گفته می‌شود که دلهره و جنون را تحریک می‌کند.
در گذشته، مردم گیاه اغلب به ساخته شده بود کثافت که معتقد بودند را به فرصت خوبی، نازایی درمان، و غیره در یک خرافات، افرادی که این ریشه را می‌گیرند، به جهنم محکوم می‌شوند و ریشه نارنگی به محض کشیدن از روی زمین فریاد می‌زند و گریه می‌کند، و هرکه آن را شنید، کشت. بنابراین، در گذشته مردم ریشه‌ها را به بدن حیوانات گره زده و سپس از این جانوران برای بیرون کشیدن ریشه‌ها از خاک استفاده می‌کردند.

### در کتاب مقدس
دو مراجعه به דודאים (dudâ'îm) - به معنای واقعی کلمه «گیاه عشق» که در کتب مقدس یهود است. Septuagint ترجمه דודאים به عنوان μανδραγόρας (mandragóras)، و لاتین قدیمی کتاب مقدس به شرح زیر است هفتادگانی. تعدادی از ترجمه‌های بعدی به زبان‌های مختلف از Septuagint (و Vulgate) پیروی می‌کنند و از گیاه ماندارین به عنوان گیاه به عنوان معنی مناسب در کتاب پیدایش ۳۰: ۱۴–۱۶ و [[غزل غزل‌های سلیمان ۷: ۱۲-۱۳ استفاده می‌کنند. برخی دیگر از نمونه کتاب مقدس لوتر پیروی می‌کنند و ترجمه‌ای تحت‌اللفظی تر ارائه می‌دهند.
در پیدایش ۳۰:۱۴ ، روبن، پسر ارشد یعقوب و لی، ماندارین را در یک مزرعه می‌یابد. راشل، همسر دوم نابارور یعقوب و خواهر لی، مایل به דודאים و برای آنها با لی ملاقات می‌کند. تجارت ارائه‌شده توسط راشل برای این است که لی در ازای لی، آن شب را در رختخواب یعقوب דודאים. لی این گیاه را به خواهر بی ثمر خود می‌دهد، اما خیلی زود پس از آن (پیدایش ۳۰: ۱۴–۲۲)، لی، که قبلاً چهار پسر داشت اما مدتها نابارور بود، بار دیگر باردار شد و به موقع به دنیا آمد. دو پسر دیگر، ایساخار و زبولون و یک دختر به نام دینا. تنها چند سال پس از این قسمت از درخواست او برای ماندارین، راشل موفق به بارداری شد.
۱۴ و روبین در ایام حصاد گندم رفته، در مزرعه‌ها منجرها یافت و آنها را نزد مادر خود لیه آورد. راحیل به لیه گفت: «از مهرگیاه پسرت به من بده.»
۱۵ او وی را گفت: "آیا کم است که شوهر مرا گرفته‌ای؟" و آیا تو هم مهرگیاه پسرم را خواهی گرفت؟ و راحیل گفت: "پس شب‌ها به‌خاطر مهرگیاه پسرت با تو خواهد خوابید."
و در شامگاهان یعقوب از صحرا بیرون آمد و لیه به استقبال وی بیرون آمده، گفت: «نزد من داخل شو.» مطمئناً تو را با مهرگیاه پسرم اجیر کرده‌ام. و اون شب باهاش خوابیده
— انجیل، ترجمهٔ کینگ جیمز، پیدایش ۳۰:۱۴-
سر توماس براون، در اپیدمیکا سودوموکسی، چ. VII، پیشنهاد کرد که dudai'im پیدایش ۳۰:۱۴، خشخاش است، زیرا کلمه duda'im ممکن است مرجع سینه‌های زن باشد.
آیه‌های آخر فصل ۷ [[غزل غزل‌های سلیمان| (غرل غزلها ۷: ۱۲–۱۳):
۱۲. بیایید صبح زود به تاکستانها برویم. ببینیم آیا مو شکوفا می‌شود، یا انگور نازک می‌آید و انار می‌جوشد؟ آنجا عشاقم را به تو خواهم داد. ۱۳ مهرگیاه بو می‌دهد و نزد دروازه‌های ما همه میوه‌های دلپذیر تازه و کهنه است که برای توای محبوب من گذاشته‌ام.
— انجیل، نسخه کینگ جیمز، غزل آهنگ‌های ۷:۱۲-

### جادو و جادوگری

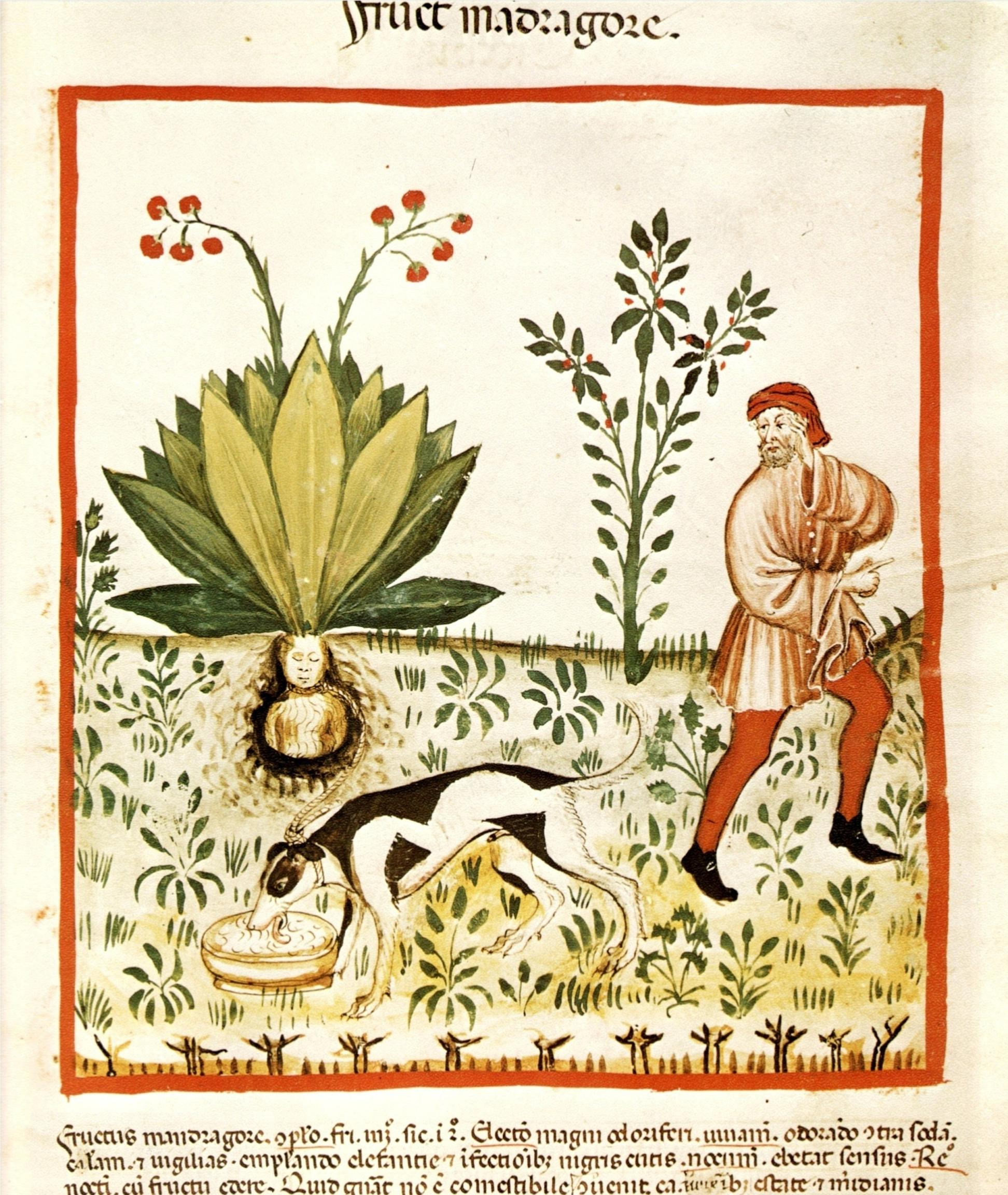
ماندراگورا، از Tacuinum Sanitatis (1474).

طبق افسانه، وقتی ریشه ریخته می‌شود، همه فریاد می‌زند و فریاد می‌کشد. ادبیات شامل دستورالعملهای پیچیده‌ای برای برداشت ریشه نارنگی در ایمنی نسبی است. به عنوان مثال، یوسف (حدود ۳۷–۱۰۰ میلادی) از اورشلیم جهت بالا بردن آن جهتهای زیر را ارائه می‌دهد:
تا زمانی که قسمت پایینی آن نمایان شود، یک خز باید دور آن کنده شود، سپس یک سگ به آن بسته می‌شود، و بعد کسی که سگ را می‌بندد باید فرار کند. سپس سگ تلاش می‌کند که او را دنبال کند، و به آسانی ریشه‌اش را بالا می‌کشد، اما ناگهان به جای اربابش می‌میرد. پس از آن، ریشه را می‌توان بدون ترس اداره کرد.
گزیده‌ای از فصل شانزدهم، " جادوگری و جادوها "، از جادوی متعالیه: دکترین و آیین‌های آن توسط جادوگران اکتشافگر و تشریفات قرن نوزدهم الیفاس لوی.
موارد زیر از تاریخ و عمل جادو ژان باپتیست پیتویس گرفته شده‌است:
آیا می‌خواهید یک ماندراگورا بسازید، به قدرتمندی هومونکولوس (مرد کوچک در بطری) که توسط پاراسلیسوس تحسین می‌شود؟ پس ریشه گیاه به نام بریونی را پیدا کن. روز دوشنبه (روز ماه)، یه کم بعد از اعتدال شبانی، از زمین درش بیار. ریشه رو قطع کن و شب توی حیاط کلیسا دفن کن توی قبر یه مرد مرده به مدت ۳۰ روز، با شیر گاو آبش کنید که در آن سه خفاش غرق شده‌اند. هنگامی که سی و یکمین روز فرا رسد، ریشه را در نصف شب بیرون آورید و آن را در تنور با شاخه‌های وربنا خشک کنید. بعد اونو توی یه تیکه از ورقهٔ پر پیچ و خم یه مرد مرده جمع کن و همه جا با خودت ببر
در دوران قرون وسطایی، ماندارین یک ماده اصلی در بسیاری از دستور العمل‌های پماد پرواز جادوگران و همچنین یک جزء اصلی از معجون‌ها و نان‌های جادویی محسوب می‌شد. اینها آماده‌سازی‌های آنتروژنیکی بودند که در جادوگران اروپایی برای تغییر ذهن و اثرات توهم زایی مورد استفاده قرار می‌گرفتند. با شروع قرون وسطایی و پس از آن، برخی معتقد بودند که جادوگران از این پمادها استفاده می‌کنند یا این معجون‌ها را مصرف می‌کنند تا به آنها کمک کنند تا با سایر جادوگران پرواز کنند و به جلسات خود بپردازند، با شیطان ملاقات کنند یا کار چرخ فلک باکانالیایی را تجربه کنند.

## بیشتر خواندن
- هایزر، چارلز بی جونیور (۱۹۶۹). شبگردها، گیاه پارادوکسی، 131-136. WH فریمن و شرکت SBN 7167 0672-5.
- تامپسون، CJS (چاپ مجدد 1968). Mystic Mandrake. کتابهای دانشگاه